# Часы отчаяния (фильм, 1955)
«Часы отчаяния» (англ. The Desperate Hours; 1955) — художественный фильм Уильяма Уайлера, основанный на одноимённых романе и пьесе Джозефа Хейса. Лента была удостоена премии Эдгара Аллана По за лучший художественный фильм и премии Национального совета кинокритиков США за лучшую режиссуру.

## Сюжет
Трое преступников — братья Гленн и Хэл Гриффины и Сэм Кобиш — бегут из тюрьмы. Гленн должен дождаться свою подружку, которая привезёт им деньги. Они захватывают первый попавшийся дом на окраине Индианаполиса, где проживает семья Сэма Хилларда. Тем временем сбежавших преступников разыскивает помощник шерифа Джесс Бард.

## В ролях
- Хамфри Богарт — Гленн Гриффин
- Фредрик Марч — Дэн Хиллард
- Артур Кеннеди — Джесс Бард
- Марта Скотт — Элеанор Хиллард
- Дьюи Мартин — Хэл Гриффин
- Гиг Янг — Чак Райт
- Мэри Мёрфи — Синди Хиллиард
- Ричард Эйер — Ральфи Хиллард
- Роберт Мидлтон — Сэм Кобиш
- Берт Фрид — Том Уинстон
- Уит Бисселл — агент ФБР Карсон
- Рэй Тил — лейтенант полиции штата Фредерикс

В титрах не указаны
- Бёрт Мастин — Карл, ночной сторож
- Хелен Клиб — мисс Уэллс

## Ремейки
- Часы отчаяния (фильм, 1990)
- en:36 Ghante